# Bălțați
Bălțați è un comune della Romania di 5 220 abitanti, ubicato nel distretto di Iași, nella regione storica della Moldavia.
Il comune è formato dall'unione di 7 villaggi: Bălțați, Cotârgaci, Filiași, Mădârjești, Podișu, Sârca, Valea Oilor.